# Сент-Пол (Орегон)
Сент-Пол (англ. St. Paul) — місто (англ. city) в США, в окрузі Меріон штату Орегон. Населення — 434 особи (2020).

## Географія
Сент-Пол розташований за координатами 45°12′44″ пн. ш. 122°58′38″ зх. д. / 45.21222° пн. ш. 122.97722° зх. д. (45.212246, -122.977173).  За даними Бюро перепису населення США в 2010 році місто мало площу 0,76 км², уся площа — суходіл.

## Демографія
Згідно з переписом 2010 року, у місті мешкала 421 особа в 147 домогосподарствах у складі 113 родин. Густота населення становила 553 особи/км².  Було 151 помешкання (199/км²).
Расовий склад населення:
| - 94,1 % — білих - 0,5 % — корінних американців - 4,8 % — осіб інших рас |

До двох чи більше рас належало 0,7 %. Частка іспаномовних становила 14,7 % від усіх жителів.
За віковим діапазоном населення розподілялося таким чином: 30,9 % — особи молодші 18 років, 56,7 % — особи у віці 18—64 років, 12,4 % — особи у віці 65 років та старші. Медіана віку мешканця становила 38,0 року. На 100 осіб жіночої статі у місті припадало 96,7 чоловіків;  на 100 жінок у віці від 18 років та старших — 103,5 чоловіків також старших 18 років.
Середній дохід на одне домашнє господарство  становив 74 029 доларів США (медіана — 70 625), а середній дохід на одну сім'ю — 81 699 доларів (медіана — 81 667). Медіана доходів становила 52 188 доларів для чоловіків та 51 875 доларів для жінок. За межею бідності перебувало 6,8 % осіб, у тому числі 8,5 % дітей у віці до 18 років та 1,7 % осіб у віці 65 років та старших.
Цивільне працевлаштоване населення становило 165 осіб. Основні галузі зайнятості: освіта, охорона здоров'я та соціальна допомога — 23,6 %, виробництво — 13,3 %, будівництво — 12,7 %.